# Hermann Libert Westphalen
Hermann Libert Westphalen (* 4. März 1822 in Hamburg; † 15. Mai 1846 in Königsberg i. Pr.) war ein  deutscher Astronom.

## Leben
Hermann Westphalen entstammte einer alten Hamburger Kaufmannsfamilie und wurde als viertes von fünf Kindern des Hamburger Kaufmanns Libert Westphalen (1785–1855) und der Dorothea Charlotte Graeve (1787–1878) geboren. Der Oberaltensekretär Nicolaus Adolf Westphalen (1793–1854) war sein Onkel und der Branddirektor Adolph Libert Westphalen (1851–1916) sein Neffe.
Nach seiner Schulbildung an der Gelehrtenschule des Johanneums in Hamburg studierte Westphalen Mathematik an der Philipps-Universität Marburg und wurde 1842 Assistent und einer der Lieblingsschüler des Wissenschaftlers Friedrich Wilhelm Bessel (1784–1846) an der Königsberger Sternwarte.
Man setzte große Hoffnungen auf Westphalen, jedoch erkrankte er, erlitt einen Blutsturz und starb 1846 zwei Monate nach seinem berühmten Lehrer.

## Schaffen
Bessel hatte die Frage in Erwägung gezogen, ob das einfache newtonsche Gravitationsgesetz zu völlig genauer Berechnung der Kometenbahnen ausreiche, und auf seine Anregung hin behandelte Westphalen das Problem mit spezieller Berücksichtigung des Kometen von Halley, der 1835 zum dritten Mal erschienen war. Westphalens Untersuchung lieferte den Beweis, dass wenigstens für den fraglichen Kometen die einfache Schwereformel alle Beobachtungen genau darstellt, und dass an Zusatzglieder zu dieser Formel nicht gedacht zu werden braucht.